# 青森県警察部
青森県警察部（あおもりけんけいさつぶ）は、戦前の内務省監督下の青森県が設置した府県警察部であり、青森県内を管轄区域とする。
1948年（昭和23年）3月6日に廃止となり、青森県警察部は国家地方警察青森県本部と青森市警察などの自治体警察に再編されることになった。

## 沿革
- 1875年（明治8年）12月 青森県庁に第四課を設置。
- 1880年（明治13年）4月 青森県警察本署に改称。
- 1886年（明治19年）7月 青森県警察本部に改称。
- 1890年（明治23年）10月 青森県警察部に改称。
- 1905年（明治38年）4月 青森県第四部に改称。
- 1907年（明治40年）7月 青森県警察部に改称。
- 1928年（昭和3年）7月 特別高等課（特別高等警察）を設置。
- 1945年（昭和20年）7月 青森大空襲が起きる。
- 1945年（昭和20年）10月 特別高等警察が廃止。
- 1946年（昭和21年）5月 公安課（公安警察）を設置。

## 組織
1927年（昭和2年）時点
- 警務課
- 高等警察課
- 保安課
- 刑事課
- 衛生課

## 警察署
1935年（昭和10年）時点
- 青森警察署
- 青森水上警察署
- 小湊警察署
- 蟹田警察署
- 弘前警察署
- 鯵ヶ沢警察署
- 木造警察署
- 黒石警察署
- 浪岡警察署
- 大鰐警察署
- 五所川原警察署
- 金木警察署
- 板柳警察署
- 七戸警察署
- 三本木警察署
- 野辺地警察署
- 田名部警察署
- 大間警察署
- 八戸警察署
- 三戸警察署
- 五戸警察署

## 歴代部長
| 代 | 官職名                 | 氏名       | 就任日         | 退任日         | 前職                          | 後職                                  | 備考                      |
| -- | ---------------------- | ---------- | -------------- | -------------- | ----------------------------- | ------------------------------------- | ------------------------- |
| -  | 一等警部 第四課長      | 遠藤庸吾   | 1876年10月     | 1880年4月24日  | 第九大区警察出張所長          | -                                     |                           |
| -  | 一等警部 警察本署長    | 遠藤庸吾   | 1880年4月24日  | 1882年1月25日  | -                             | -                                     |                           |
| 1  | 警部長 警察本署長      | 遠藤庸吾   | 1882年1月25日  | 1882年12月22日 | -                             | 四等警視兼一等警察使                  |                           |
| 2  | 警部長 警察本署長      | 岩重厳     | 1882年12月22日 | 1883年5月16日  | 四等警視兼一等警察使          | 検事                                  |                           |
| 3  | 警部長 警察本署長      | 小倉信近   | 1883年5月16日  | 1886年7月20日  | 内務省御用掛                  | -                                     |                           |
| 3  | 警部長 警察本部長      | 小倉信近   | 1886年7月20日  | 1887年5月27日  | -                             | 東京控訴院検事                        |                           |
| 4  | 警部長 警察本部長      | 有田義資   | 1887年6月4日   | 1890年3月24日  | 青森県庶務課長                | 埼玉県警部長                          |                           |
| 5  | 警部長 警察本部長      | 増永洋吉   | 1890年3月24日  | 1890年10月11日 | 検事                          | -                                     |                           |
| 5  | 警部長 警察部長        | 増永洋吉   | 1890年10月11日 | 1892年8月1日   | -                             | 秋田県警部長                          |                           |
| 6  | 警部長 警察部長        | 大野右仲   | 1892年8月1日   | 1893年3月21日  | 秋田県警部長                  | 非職                                  |                           |
| 7  | 警部長 警察部長        | 鈴木清総   | 1893年3月21日  | 1897年4月26日  | 警視庁警視                    | 非職                                  |                           |
| 8  | 警部長 警察部長        | 山田幹     | 1897年4月26日  | 1899年2月7日   | 埼玉県参事官                  | 埼玉県警部長                          |                           |
| 9  | 警部長 警察部長        | 黒河内良   | 1899年2月7日   | 1900年8月8日   | 埼玉県南埼玉郡長              | 秋田県警部長                          |                           |
| 10 | 警部長 警察部長        | 藤崎虎二   | 1900年8月8日   | 1902年3月26日  | 茨城県警部長                  | 長野県警部長                          |                           |
| 11 | 警部長 警察部長        | 松本時正   | 1902年3月26日  | 1905年4月19日  | 福島県耶麻郡長                | -                                     |                           |
| 11 | 事務官 第四部長 警務長 | 松本時正   | 1905年4月19日  | 1906年7月28日  | -                             | 休職                                  |                           |
| 12 | 事務官 第四部長 警務長 | 中大路正雄 | 1906年7月28日  | 1906年12月21日 | 山形県事務官・第四部長        | 朝鮮大邱理事官                        |                           |
| 13 | 事務官 第四部長 警務長 | 吉留寛夫   | 1907年1月14日  | 1907年7月13日  | 警視庁警視                    | -                                     |                           |
| 13 | 事務官 警察部長 警務長 | 吉留寛夫   | 1907年7月13日  | 1908年6月12日  | -                             | 和歌山県事務官・警察部長              |                           |
| 14 | 事務官 警察部長 警務長 | 永田亀作   | 1908年6月12日  | 1909年5月4日   | 青森県事務官                  | 福岡県事務官                          |                           |
| 15 | 事務官 警察部長 警務長 | 大味久五郎 | 1909年5月4日   | 1910年7月14日  | 山口県事務官・警察部長        | 徳島県事務官・警察部長                |                           |
| 16 | 事務官 警察部長 警務長 | 道岡秀彦   | 1910年7月14日  | 1912年12月26日 | 鉄道院参事                    | 千葉県事務官・警察部長                |                           |
| 17 | 事務官 警察部長 警務長 | 亀井光政   | 1912年12月26日 | 1913年6月13日  | 兵庫県事務官・庶務課長        | 鳥取県警察部長                        |                           |
| 18 | 警察部長               | 後藤文夫   | 1913年6月13日  | 1914年4月28日  |                               | 内務省書記官 警保局保安課長兼図書課長 |                           |
| 19 | 警察部長               | 市川覃     | 1914年4月28日  | 1918年1月14日  | 京都府理事官                  | 佐賀県内務部長                        |                           |
| 20 | 警察部長               | 原田維織   | 1918年1月14日  | 1919年4月19日  | 福井県敦賀郡長                | 北海道庁土木部長                      |                           |
| 21 | 警察部長               | 岡正雄     | 1919年4月19日  | 1921年6月3日   | 新潟県理事官・学務課長        | 鳥取県内務部長                        |                           |
| 22 | 警察部長               | 森岡二朗   | 1921年6月3日   | 1922年10月16日 | 兵庫県事務官                  | 神奈川県警察部長                      |                           |
| 23 | 警察部長               | 石田馨     | 1922年10月16日 | 1923年10月27日 | 東京府理事官・官房主事        | 鳥取県内務部長                        |                           |
| 24 | 警察部長               | 鈴木茂     | 1923年10月27日 | 1924年7月23日  | 宮城県学兵課長                | 北海道庁産業部長                      |                           |
| 25 | 警察部長               | 松島源蔵   | 1924年7月23日  | 1924年12月20日 | 京都府理事官                  | -                                     |                           |
| 25 | 書記官 警察部長        | 松島源蔵   | 1924年12月20日 | 1927年5月17日  | -                             | 鳥取県書記官・警察部長                |                           |
| 26 | 書記官 警察部長        | 松枝角二   | 1927年5月17日  | 1929年7月8日   | 岐阜県書記官・警察部長        | 滋賀県書記官・警察部長                |                           |
| 27 | 書記官 警察部長        | 足立達夫   | 1929年7月8日   | 1930年12月27日 | 静岡県書記官・学務部長        | 栃木県書記官・警察部長                |                           |
| 28 | 書記官 警察部長        | 林信夫     | 1930年12月27日 | 1931年12月24日 | 山形県書記官・学務部長        | 警視庁書記官・保安部長                |                           |
| 29 | 書記官 警察部長        | 山内継喜   | 1931年12月24日 | 1932年10月5日  | 岡山県事務官                  | 岐阜県書記官・警察部長                |                           |
| 30 | 書記官 警察部長        | 土居章平   | 1932年10月5日  | 1933年11月7日  | 岐阜県書記官・警察部長        | 宮崎県書記官・内務部長                |                           |
| 31 | 書記官 警察部長        | 淵上房太郎 | 1933年11月7日  | 1935年1月19日  | 三重県書記官・学務部長        | 岩手県書記官・総務部長                |                           |
| 32 | 書記官 警察部長        | 藤沢喜久郎 | 1935年1月19日  | 1936年4月25日  | 大阪府社会課長                | 山形県書記官・学務部長                |                           |
| 33 | 書記官 警察部長        | 池田長吉   | 1936年4月25日  | 1938年6月28日  | 東京府学務課長                | 徳島県書記官・警察部長                |                           |
| 34 | 書記官 警察部長        | 赤羽穣     | 1938年6月28日  | 1939年4月21日  | 内務省警保局事務官            | 警視庁衛生部長                        |                           |
| 35 | 書記官 警察部長        | 斎藤武雄   | 1939年4月21日  | 1940年9月5日   | 兵庫県地方事務官              | 依願免本官 （満州国奉天省警務庁長）   |                           |
| 36 | 書記官 警察部長        | 山路定     | 1940年9月5日   | 1941年1月8日   | 警保局内務事務官 兼外務事務官 | 茨城県書記官・警察部長                |                           |
| 37 | 書記官 警察部長        | 松下一     | 1941年1月8日   | 1942年1月17日  | 栃木県書記官・学務部長        | 内務事務官 （ハルビン駐在）           |                           |
| 38 | 書記官 警察部長        | 上田秀雄   | 1942年7月2日   | 1942年11月1日  | 内務事務官兼外務事務官        | -                                     |                           |
| 38 | 部長 警察部長          | 上田秀雄   | 1942年11月1日  | 1943年3月31日  | -                             | 福島県部長・警察部長                  |                           |
| 39 | 部長 警察部長          | 絹川二郎   | 1943年3月31日  | 1943年12月27日 | 群馬県官房長                  | 海軍司政官                            |                           |
| 40 | 部長 警察部長          | 海保良夫   | 1943年12月27日 | 1945年10月13日 | 海軍司政官                    | 休職                                  |                           |
| 41 | 部長 警察部長          | 伊能芳雄   | 1945年10月13日 | 1945年10月27日 | -                             | -                                     | 兼任・本務:青森県内政部長 |
| 42 | 部長 警察部長          | 村井順     | 1945年10月27日 | 1946年4月1日   | 東京都民生局総務課総務係長    | -                                     |                           |
| 42 | 地方事務官 警察部長    | 村井順     | 1946年4月1日   | 1946年11月8日  | -                             | 内閣総理大臣秘書官                    |                           |
| 43 | 地方事務官 警察部長    | 片岡清一   | 1946年11月11日 | 1947年5月2日   | 青森県経済部長                | 戦災復興院建設局監理課長              |                           |
| 44 | 地方事務官 警察部長    | 小林正基   | 1947年5月2日   | 1948年3月6日   | 兵庫県警務課長                | 横浜市警察本部長                      |                           |